# Tobias Gravenhorst
Tobias Gravenhorst (* 27. September 1962 in Bochum) ist ein deutscher Kirchenmusiker, Konzertorganist und Musikwissenschaftler.

## Biografie
Nach dem Abitur 1981 am Evangelischen Gymnasium in Siegen-Weidenau studierte Gravenhorst 1982 bis 1986 Kirchenmusik an der Hochschule für Musik und Bildende Kunst in Frankfurt am Main und schloss es 1987 mit dem A-Examen ab. Von 1987 bis 1991 absolvierte er ein Orgel-Solo-Studium in der Orgel-Meisterklasse der Musikakademie der Stadt Basel bei Daniel Chorzempa, das er mit dem Solisten-Diplom abschloss.
Von 1987 bis 1994 widmete sich Gravenhorst dem Studium der Geschichte und Musikwissenschaft an der Universität Freiburg im Breisgau. Er schloss das Studium 1994 mit einer Promotion über Zahlenmystik in der Barockmusik ab. Während seines Studiums war er parallel immer auch als Kirchenmusiker in einer Kirchengemeinde und auch als konzertierender Organist tätig.
Von 1994 bis 2008 war Gravenhorst Kantor an der Bachkirche St. Michaelis in Lüneburg, gleichzeitig Kreiskantor für Lüneburg und Leiter des Ausbildungskurses für Kirchenmusik (C–Kurs). 1999 war er als Dozent an der Universität Lüneburg tätig und von 1999 bis 2001 als Orgelrevisor der Landeskirche. In diesen Lüneburger Jahren steckte er als Chorleiter und als Konzertorganist ein weit gespanntes Repertoire ab von Gregorianik über barocke und romantische Oratorien bis zu Neuer Musik, von klassischer Kirchenmusik bis hin zum Jazz.
Konzertreisen führten ihn in die Schweiz, nach Italien, Frankreich, Polen, Königsberg, Schweden und Estland. Daneben standen Rundfunk- und CD-Aufnahmen auf dem Programm.
Seit August 2008 ist Gravenhorst als Kantor an der St.-Petri-Domgemeinde in Bremen und damit auch Leiter des Bremer Domchores.
Von 2016 bis 2022 war Gravenhorst außerdem Landeskirchenmusikdirektor der Bremischen Evangelischen Kirche.
In dem Film Vaya con Dios – Und führe uns in Versuchung wirkte er als Schauspieler (Organist) mit und war der Leiter der Kirchenmusik.
Tobias Gravenhorst ist der Bruder des Schauspielers David Gravenhorst.

## Diskografie
- Orgelmusik an St. Michaelis zu Lüneburg. BKL Recording Group, Lüneburg [2003]
- Musik aus der Chorbibliothek St. Michaelis zu Lüneburg. BKL Recording Group, Lüneburg [2003]
- Johann Fischer: ... über die weltberühmbte Lüneburgische Sültze. Lüneburger Kompositionen um 1700. BKL Recording Group, Lüneburg

## Werke
- Proportion und Allegorie in der Musik des Hochbarock. Untersuchungen zur Zahlenmystik des 17. Jahrhunderts mit beigefügtem Lexikon Dissertation, Universität Freiburg (Breisgau) 1994. Frankfurt am Main/Berlin/Bern/New York/Paris/Wien: Lang 1995. ISBN 3-631-48638-3.